# Елмар Клос
Елмар Клос (чеш. Elmar Klos; Брно, 26. јануар 1910 — Праг, 31. јул 1993) је био чешки филмски редитељ. Седамнаест година је сарађивао са Јаном Кадаром са којим је режирао Death Is Called Engelchen, приказиван на Међународном филмском фестивалу у Москви 1963. где су освојили Златну награду, Accused, приказиван на Међународном филмском фестивалу у Карловим Варима 1964. где су освојили Кристални глобус, и Трговину на корзу за који су примили Оскара за најбољи страни филм 1965.

## Филмографија
| Година | Оригинални назив          | Редитељ | Сценариста | Признања                                                                    |
| ------ | ------------------------- | ------- | ---------- | --------------------------------------------------------------------------- |
| 1953.  | Kidnapped                 | Да      | Да         |                                                                             |
| 1955.  | Music from Mars           | Да      | Да         |                                                                             |
| 1957.  | At the Terminus           | Да      | Да         |                                                                             |
| 1958.  | Three Wishes              | Да      | Да         |                                                                             |
| 1963.  | Death Is Called Engelchen | Да      | Да         | Златна награда на Међународном филмском фестивалу у Москви.                 |
| 1964.  | Accused                   | Да      | Да         | Кристални глобус на Међународном филмском фестивалу у Карловим Варима 1964. |
| 1965.  | Трговина на корзу         | Да      | Да         | Оскар за најбољи страни филм 1965.                                          |
| 1971.  | Adrift                    | Да      | Да         |                                                                             |
| 1989.  | Bizon                     | Да      | Не         |                                                                             |